# 長嶋りかこ
長嶋 りかこ（ながしま りかこ、1980年11月11日 - ）は、日本のグラフィックデザイナー。

## 来歴
茨城県出身。2003年武蔵野美術大学卒業。
2014年、デザイン会社「village®」を設立 。
グラフィックデザインを基軸に、ブランディング、CI、VI、プロダクトデザイン、パッケージデザイン、エディトリアルデザイン、サイン計画、アートディレクションなどを手がける。
2020年東京オリンピックエンブレムのデザインでは審査員を務めた。

## 主な作品
- 札幌国際芸術祭2014
- ISSEY MIYAKE BAOBAO × Rikako Nagashima
- 山口情報芸術センター10周年記念プログラム 坂本龍一コンサート
- 坂本龍一×鈴木邦男共著『愛国者の憂鬱』装丁
- DAVID LYNCH meets HOSOO
- 荒木経惟×mame アラマメ 装丁
- 東北ユースオーケストラ

## 展覧会
- 「mizukagami」（2010/GALLERY ROCKET/東京）
- 「EAT ME」(2011/GALLERY ROCKET/東京)
- WHITNEY museum:independent study program「PEACE SHADOW PROJECT」（2010/ The Kitchen /ニューヨーク）
- 「BETWEEN HUMAN AND NATURE」（2013/ギンザグラフィックギャラリー/東京)
- 「サイクル / サークル  アンド リサイクル」（2014/ PASS THE BATON/東京）

## メディア出演
- RADIO SAKAMOTO (J-WAVE 81.3 FM)
- デザインあ（NHK教育テレビジョン）

## 著作・作品集
- 『長嶋りかこ』（ギンザ・グラフィック・ギャラリー〈ggg Books〉、2013）

## その他
- パートナーとは国際結婚で、夫婦別姓である[1]。